# Adrián Gandía
Adrián Gandía (ur. 19 grudnia 1997) – portorykański judoka, olimpijczyk z Tokio (2020), gdzie zajął siedemnaste miejsce w wadze półśredniej i Paryża (2024), gdzie zajął dziewiąte miejsce.
Uczestnik mistrzostw świata w 2015, 2018, 2019, 2021, 2022, 2023 i 2024. Startował w Pucharze Świata w 2015, 2016, 2018, 2022 i 2023. Brązowy medalista igrzysk panamerykańskich w 2019. Wicemistrz igrzysk Ameryki Środkowej i Karaibów w 2018. Złoty medalista mistrzostw panamerykańskich w 2020 i brązowy w 2018 i 2024. Pierwszy w drużynie na igrzyskach młodzieży w 2014 roku.

## Letnie Igrzyska Olimpijskie 2020
| Konkurencja | Eliminacje             | Klas. końcowa |
| Konkurencja | Przeciwnik I           | Miejsce       |
| ----------- | ---------------------- | ------------- |
| 81 kg       | Matthias Casse (BEL) P | 17.           |